# Тоджа (аэродром)
Аэродром Тоджа (другое название – Аэродром Тоора-Хем) – региональный аэродром в Республике Тыва, севернее населённого пункта Тоора-Хем.
Параметры:
Тип аэродрома: гражданский
Тип ВПП: ГВПП
Длина: ~540 м.
Осуществляются региональные перелёты, принимая маленькие самолёты (отсюда идёт очень редкий поток туристов из соседних населенных пунктов, в том числе из Кызыла).

## География
Аэродром Тоджа расположен в Тоджинском кожууне, к северу от деревни Салдам, а расстояние от Кызыла до вышеупомянутого аэропорта – ~389 км.